# Marquesado de Spínola
El Marquesado de Spínola es un título nobiliario hereditario del Reino de España que el rey Fernando VI otorgó a Benito Antonio Spínola y Mora (Génova, 1687-Madrid, 1774), el 24 de octubre de 1752, para premiar su carrera en la Armada española -sobre todo su actuación en la Batalla de La Habana- la cual finalizó como Teniente General (1746) y como Consejero del Consejo Supremo de Guerra (1761-1774).

## Titulares
- Benito Antonio Spínola y Mora, I Marqués de Spínola.

- Francisco Spínola y Mora, II marqués de Spínola.

- Camilo Spínola y Tribucci, III marqués de Spínola.

- Francisco Spínola y Liaño, IV marqués de Spínola.

- Juan Nepomuceno Spínola y Osorno, V marqués de Spínola.

- El Cardenal Marcelo Spínola y Maestre, inició pero no finalizó la tramitación del título.

Rehabilitado en 1927 por:
- María de la Soledad López-Spínola y Vila, VI marquesa de Spínola.

1. Casó con Juan Díaz-Trechuelo y Pareja.

- José Eduardo Díaz-Trechuelo López-Spínola, VII marqués de Spínola.

- María de Lourdes Díaz-Trechuelo López-Spínola, VIII marquesa de Spínola.

- María de las Mercedes del Prado López-Spínola, IX marquesa de Spínola. 2008-2013.

- Constantino Celedonio Pérez Del Prado, X marqués de Spínola (desde 2013).